# 文京區役所
文京區役所（日语：／）位於日本東京都文京區春日1丁目16番21號；是文京區地方政府的辦公大樓，建築物設有展望台可遠眺至富士山。

## 簡介
整個建築物設有2,008個座位的文京公會堂於1959年開幕；第一屆日本唱片大獎（第1回日本レコード大賞）也同剛開幕的會堂進行；而會堂在開幕至1977年期間主要用作古典音樂的表演場所；惟場所於1977年因不符合當局的消防條例而需被迫關閉。當局及後把文京公會堂拆卸並興建一座新的政府大樓成為文京區役所，並於1994年11月落成使用；建築物樓高28層及和地底三層，高度142米。

## 設施

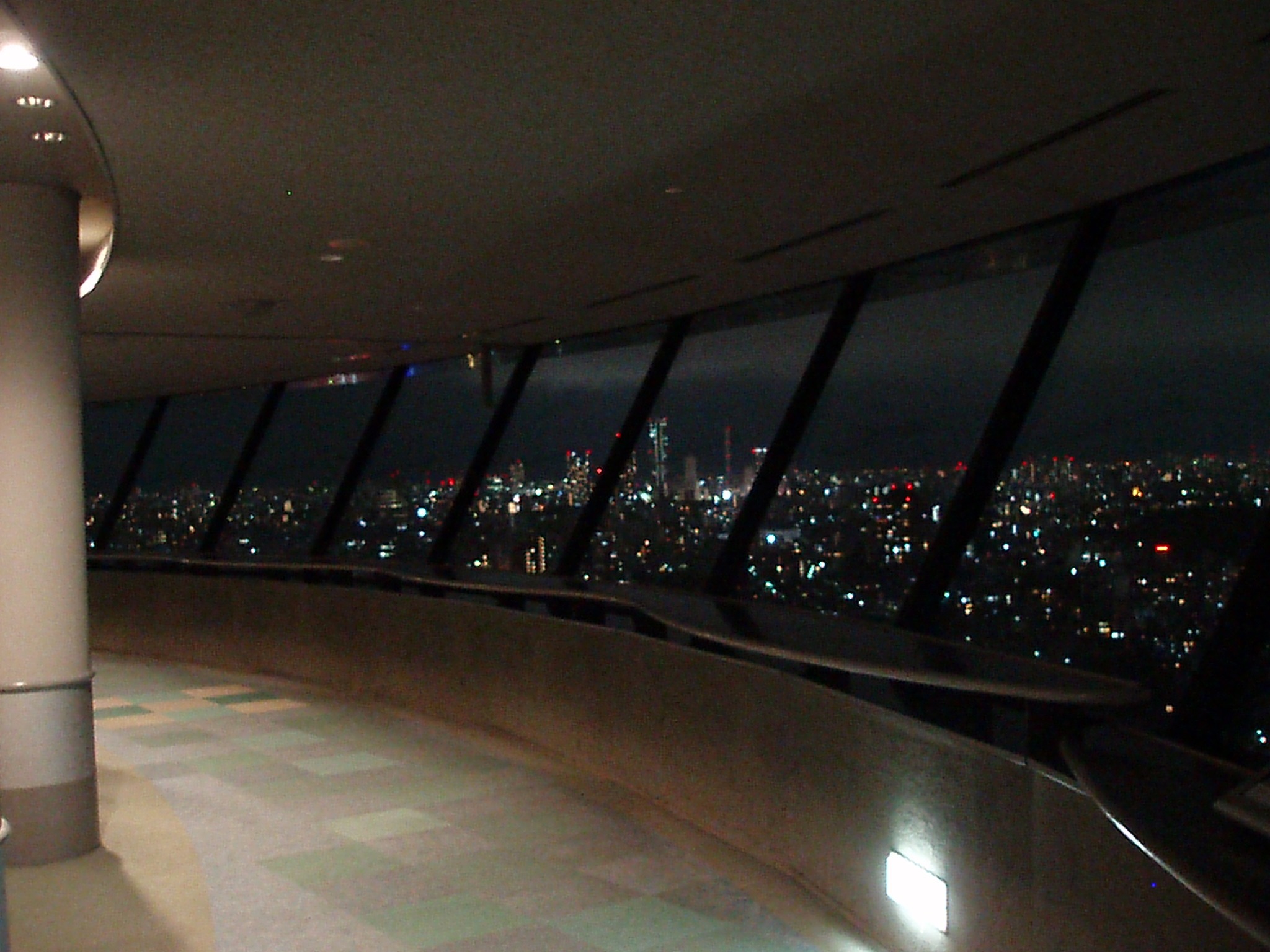
文京區役所25樓展望室一角

在展望室向西可看到新宿建築物及富士山

文京區役所主是是東京都文京區政府的辦公地方，而建築物也設有文京文娛廳及展望台。
- 文京文娛廳（日語：文京シビックホール）位於建築物的裙樓部份；設有大會堂及小禮堂，分別設有1,802個及371個座位[3][4]；此外也設有一個多用途室、兩個練習室[5]、兩個會議室[6]、命名為「天空大廳」的演講室等設施[7]。
- 展望台是位於建築物的25樓；展望台離地105米高[8]，採用傾斜的落地玻璃以避免室內照明的反射特性；展望室以北可看到築波山，以西則看到東京新宿的建築物，天氣良好時可遠眺至富士山，而東面可看到東京天空樹；而展望台南面則為一間觀景餐廳[9]。

## 鄰近建築物
- 東京巨蛋
- 東京巨蛋酒店
- 東京巨蛋城

## 外部連結
- 文京區役所官方網站 （日語）